# 松本英彦
松本 英彦（まつもと ひでひこ、1926年10月12日 - 2000年2月29日）は、日本のテナー・サックス奏者。ニックネームは「スリーピー松本」。
戦後日本のジャズ界を代表するプレイヤーとして国際的に活躍し、モントルー・ジャズ・フェスティバルには日本人として初めて出場した。甥に松本晃彦がいる。

## 来歴
1926年10月12日、岡山県で生まれる。幼少期に広島県芦品郡府中町（現・府中市）に転居。 1938年、広島県立府中中学校（現・広島県立府中高等学校）に入学し、ブラスバンド部に所属する。1943年、無線電信講習所（現・電気通信大学）に入学。
1944年、よこすかEMクラブ近くの横浜サクラポート（オルフェアンズと交替）で音楽家として活動を開始する。その後、学校に通いながら米軍キャンプで演奏のアルバイトを続ける。このとき米軍軍人から"スリーピー"の愛称をもらう。
1949年、横浜のジャズ・グループ、CBエイトに加入しジャズ人生のスタートを切る。1951年、渡辺晋（のちに渡辺プロダクションを創設）率いる「渡辺晋とシックス・ジョーズ」に加入。
1953年、ジョージ川口、中村八大、小野満と「ビッグ・フォア」を結成、第一次ジャズブームを巻き起こす。1959年、白木秀雄のクインテットに参加。
1963年、日本人として初めてモントルー・ジャズ・フェスティバルに招待出演し、活躍の場を世界へ広げる。1964年 2月、チャーリー・マリアーノ『Jazz Inter - Session』（キングレコード）の録音に参加。7月14日、東京で開催された世界ジャズ・フェスティバルに参加。1968年、ハンプトン・ホーズ『Jam Session』（コロムビア）の録音に参加。
1977年、文化庁芸術祭大賞受賞。1978年、南里文雄賞受賞。同年、インナー・ギャラクシー・オーケストラに参加。1982年、日ソ文化交流としてソ連に招待公演。1987年、音楽生活40周年記念リサイタルを開く。1988年、芸術選奨文部大臣賞受賞。1991年、紫綬褒章を受章。
1997年11月、肺がんの手術のため入院していた病院の医療過誤により長期療養を余儀なくされる。 1998年、勲四等旭日小綬章を受章。 
2000年2月29日死去。73歳没。墓所は大徳寺総見院にある。

## ディスコグラフィ

### リーダー作品
- 『松本英彦のモダン・ジャズ』（1960年）ユニオンレコード
- 『スリーピー・アット・ザ・ビデオ』（1960年）ビクター（東京ヴィデオ・ホールでの収録）
- 『ジョージ・アンド・スリーピー』（1969年）ビクター（ジョージ川口と共同名義）
- 『Sleepy』（1976年）TBM
- 『Samba De Sun』（1979年）TBM
- 『FOUR WINGS』（1980年）トリオ
- 『ザ・セッション』（1980年）NEXT WAVE（グレート・ジャズ・トリオ[3]と共演）
- 『リオ・マンハッタン』（1981年）キング
- 『ザ・ブルース』（1981年）ビクター
- 『HOT JAZZ』（1983年）テイチク
- 『ボレロ』（1984年）BMG
- 『40 Years Anniversary』（1987年）BMG
- 『PAPILLON』（1992年）東芝EMI
- 『ふるさと』（1995年）キング
- 『Eternal Dreams』（1997年）トライエム

## エピソード
- 永六輔によると、松本は水原弘のヒット曲『黒い花びら』でサックスを演奏したとしている[4]。

- 1992年に松本は井上彩名らと、バンド「Family Business」を結成。「松本英彦 & Family Business」名義でシングル『二人は大人』『恋のパピヨン』を発売した。
- 松本は眠るように吹く事から「スリーピー」という愛称でも呼ばれた[5]。